# Nahual (genre)
Genre
Nahual est un genre de schizomides de la famille des Hubbardiidae.

## Distribution
Les espèces de ce genre sont endémiques du Mexique. Elles se rencontrent au Veracruz et en Oaxaca.

## Liste des espèces
Selon Monjaraz-Ruedas, Prendini et Francke en 2019 :
- Nahual bokmai Monjaraz-Ruedas, Prendini & Francke, 2019
- Nahual caballero (Monjaraz-Ruedas & Francke, 2018)
- Nahual lanceolatus (Rowland, 1975)
- Nahual pallidus (Rowland, 1975)

## Publication originale
- Monjaraz-Ruedas, Prendini & Francke, 2019 :  Systematics of the short-tailed whipscorpion genus Stenochrus Chamberlin, 1922 (Schizomida, Hubbardiidae), with descriptions of six new genera and five new species. Bulletin of the American Museum of Natural History, no 435, p. 1-91 (texte intégral).